# Ангеліна
Ангелі́на(Анґелі́на) — жіноче ім'я. Походить від лат. Angelina — жіночої форми імені Angelinus, яке, зі свого боку, є варіантом імені Angelus (жіноча форма Angela), утвореного від грец. ἄγγελος — «вісник», «ангел».
Українські зменшені форми — Ангелі́нонька, Ангелі́ночка, Ангел

## Відомі носійки імені
- Ангеліна Василівна Щокін-Кротова (1910—1992) — російська мистецтвознавиця.
- Ангеліна Олександрівна Буличова (1916—2013) — українська російськомовна письменниця.
- Ангеліна Андріївна Ясинська (1922—2017) — українська науковиця в галузі мінералогії, доцент, завідувач кафедри мінералогії Львівського національного університету, почесний член Українського мінералогічного товариства.
- Ангеліна Омелянівна Паламар (псевдо Орися; 1924—2025) — зв'язкова УПА.
- Ангеліна Тимофіївна Студецька (до шлюбу Григор'єва, літературний псевдонім Ліна Біленька; 1925—2025) — українська поетеса.
- Ангеліна Володимирівна П'ясецька (псевдо Наталка, Зухра, Маленька; 1927—1948) — діячка ОУН та УПА, зв'язкова Зиновія Григоровича Тершаковця (''Федір'') та Ярослава Андрійовича Дякона (''Мирон'').
- Ангеліна Олександрівна Стрига (нар. 1941) — українська музикантка, викладач-методист Чернігівського музичного училища імені Левка Ревуцького.
- Ангеліна Михайлівна Вовк (нар. 1942) — радянська та російська телеведуча, диктор Центрального телебачення.
- Ангеліна Анатоліївна Варганова (1971—2013) — російська актриса театру та кіно.
- Ангеліна Вікторівна Чернова (нар. 1973) — російська кіноактриса.
- Анджеліна Джолі (нар. 1975) — американська актриса, фотомодель, режисер.
- Ангеліна Сергіївна Калініна (нар. 1997) — українська тенісистка.
- Ангеліна Усанова (нар. 1997) — українська співачка.
- Ангеліна Романівна Мельникова (нар. 2000) — російська гімнастка.
- Ангеліна Олександрівна Овчіннікова (нар. 2003) — українська плавчиня-синхроністка.

## Прізвище
- Ангеліна Парасковія Микитівна (1913—1959) — герой Соціалістичної Праці.